# Wildensee (sjö i Österrike, Tyrolen)
Wildensee är en sjö i Österrike.   Den ligger i förbundslandet Tyrolen, i den centrala delen av landet, 300 km väster om huvudstaden Wien. Wildensee ligger 2 520 meter över havet. Den högsta punkten i närheten är Wildenkogel, 3 021 meter över havet, nordväst om Wildensee.
Trakten runt Wildensee består i huvudsak av gräsmarker. Runt Wildensee är det ganska glesbefolkat, med 26 invånare per kvadratkilometer.